# Oxyopes javanus
Espèce
Synonymes
- Oxyopes javanus nicobaricus Strand, 1907

Oxyopes javanus est une espèce d'araignées aranéomorphes de la famille des Oxyopidae.

## Distribution
Cette espèce se rencontre en Asie du Sud-Est, en Asie du Sud et en Chine.
Elle a été observée au Pakistan, en Inde, au Népal, au Bangladesh, en Birmanie, en Thaïlande, à Singapour, en Indonésie, en Malaisie, aux Philippines, en Chine et au Japon.

## Habitat
Oxyopes javanus peut être observée dans les herbes et les buissons. Elle est présente dans les rizières, les plantations de thé et de coton.

## Description
Les mâles mesurent de 5 à 7 mm et les femelles de 6 à 8 mm.
Le céphalothorax est plus long que large avec une partie plus large à mi-longueur. La partie dorsale présente une large marque claire en forme de V avec les bords marqués de taches marron. La ligne des yeux antérieurs est fortement recourbée formant deux lignes. Les chélicères sont jaune marron avec une ligne marron foncé partant des yeux antérieurs médians.
Les pattes présentent des lignes noirâtres sur leur partie ventrale.
L'abdomen est plus long que large. La partie dorsale centrale est blanchâtre, les côtés sont marron foncé et la partie postérieure présente une tache sombre. La partie ventrale est claire avec une large tache médiane marron foncé.

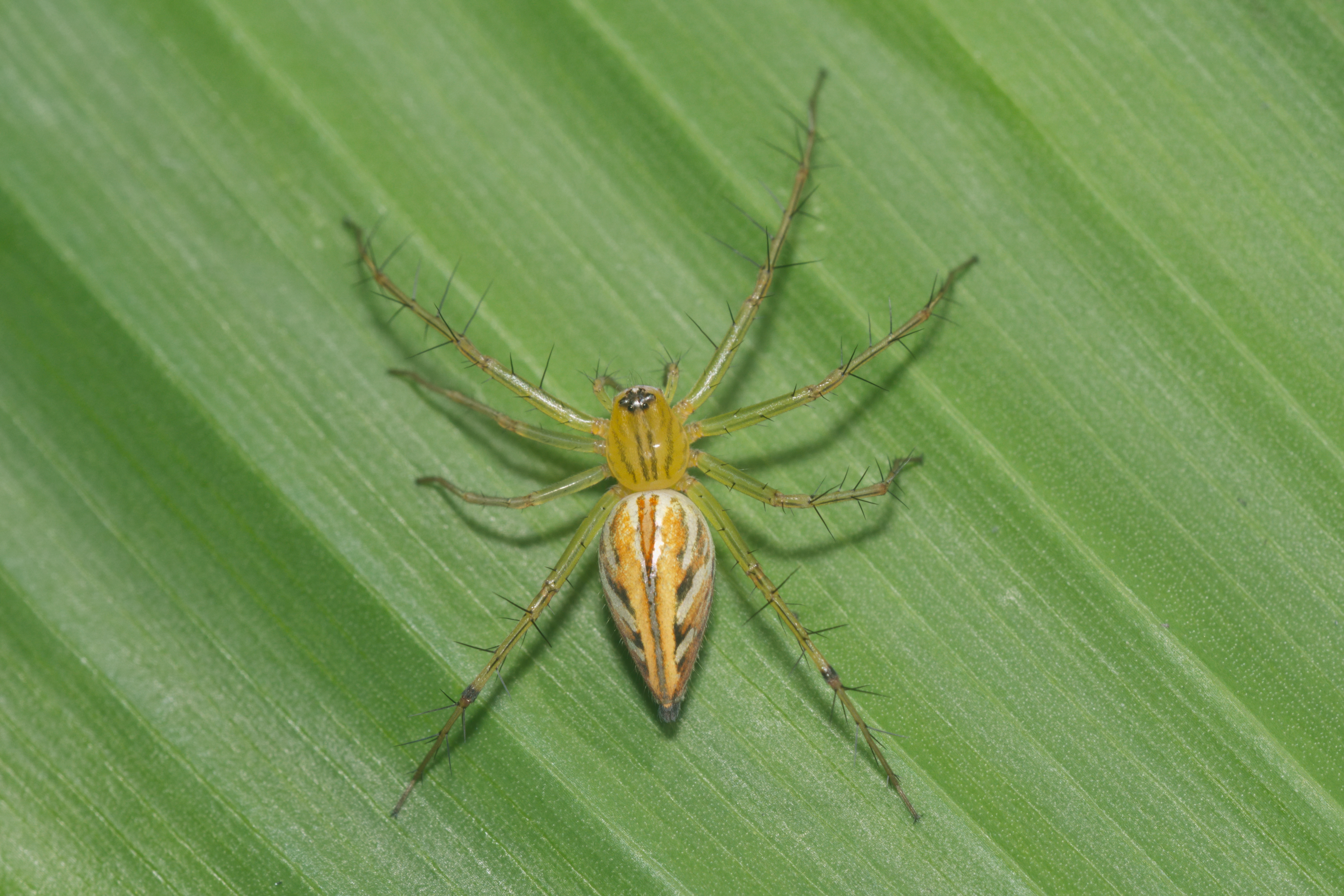
Oxyopes javanus ♀
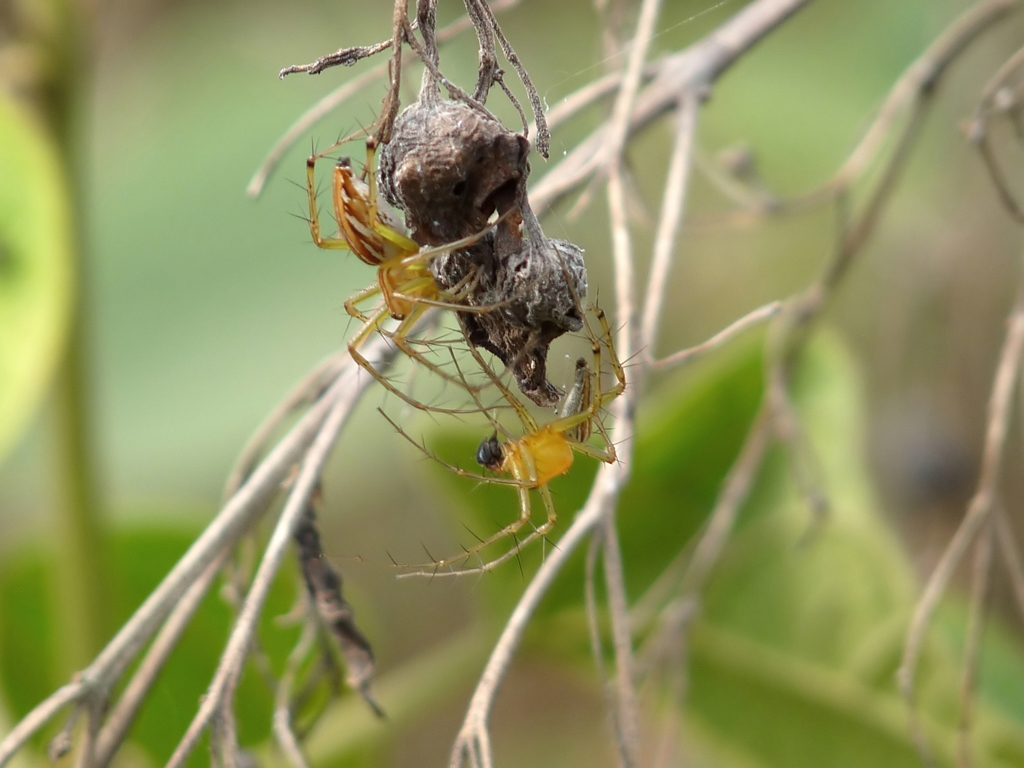
Oxyopes javanus ♂ et ♀
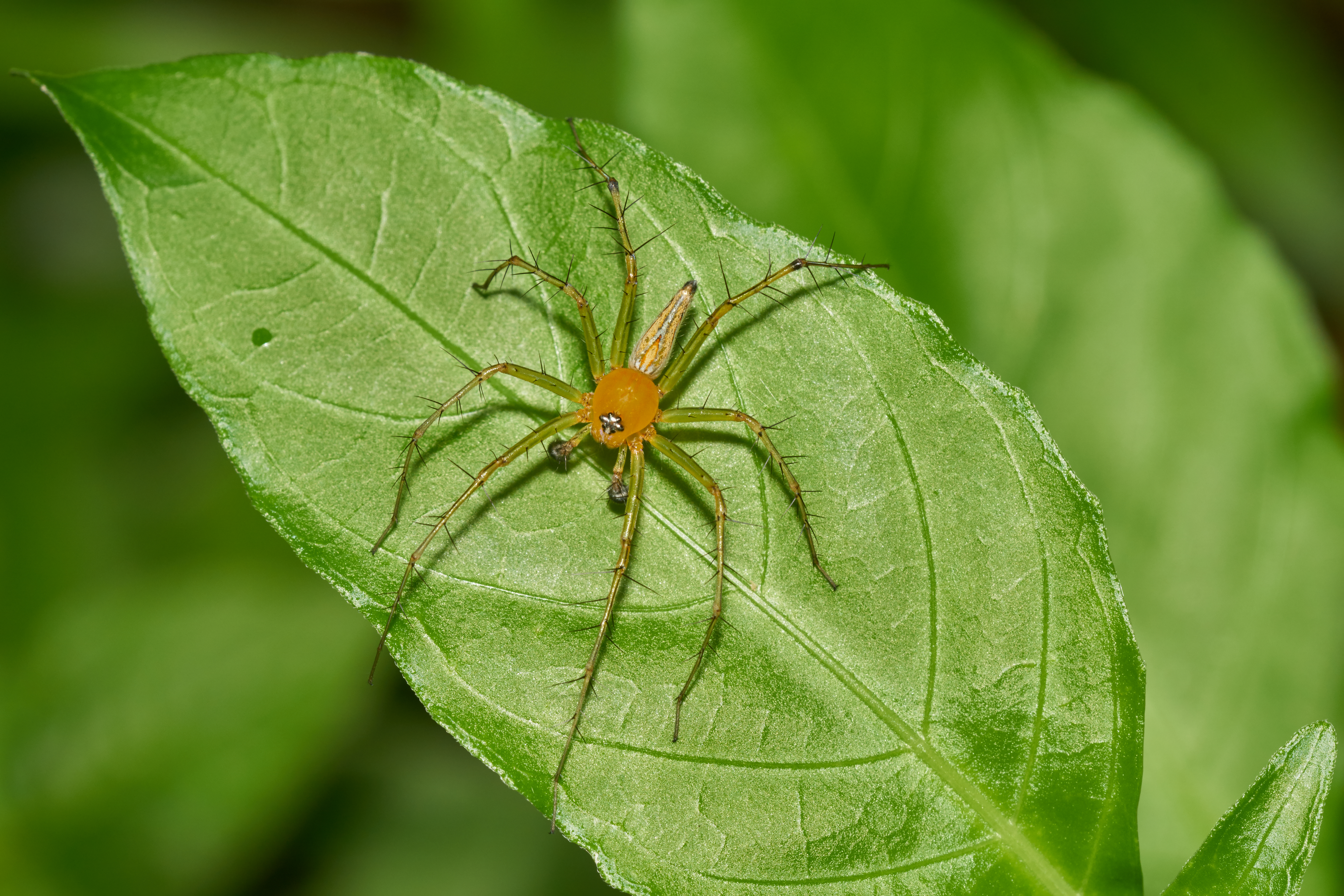
Oxyopes javanus ♂

## Comportement

### Prédation et alimentation

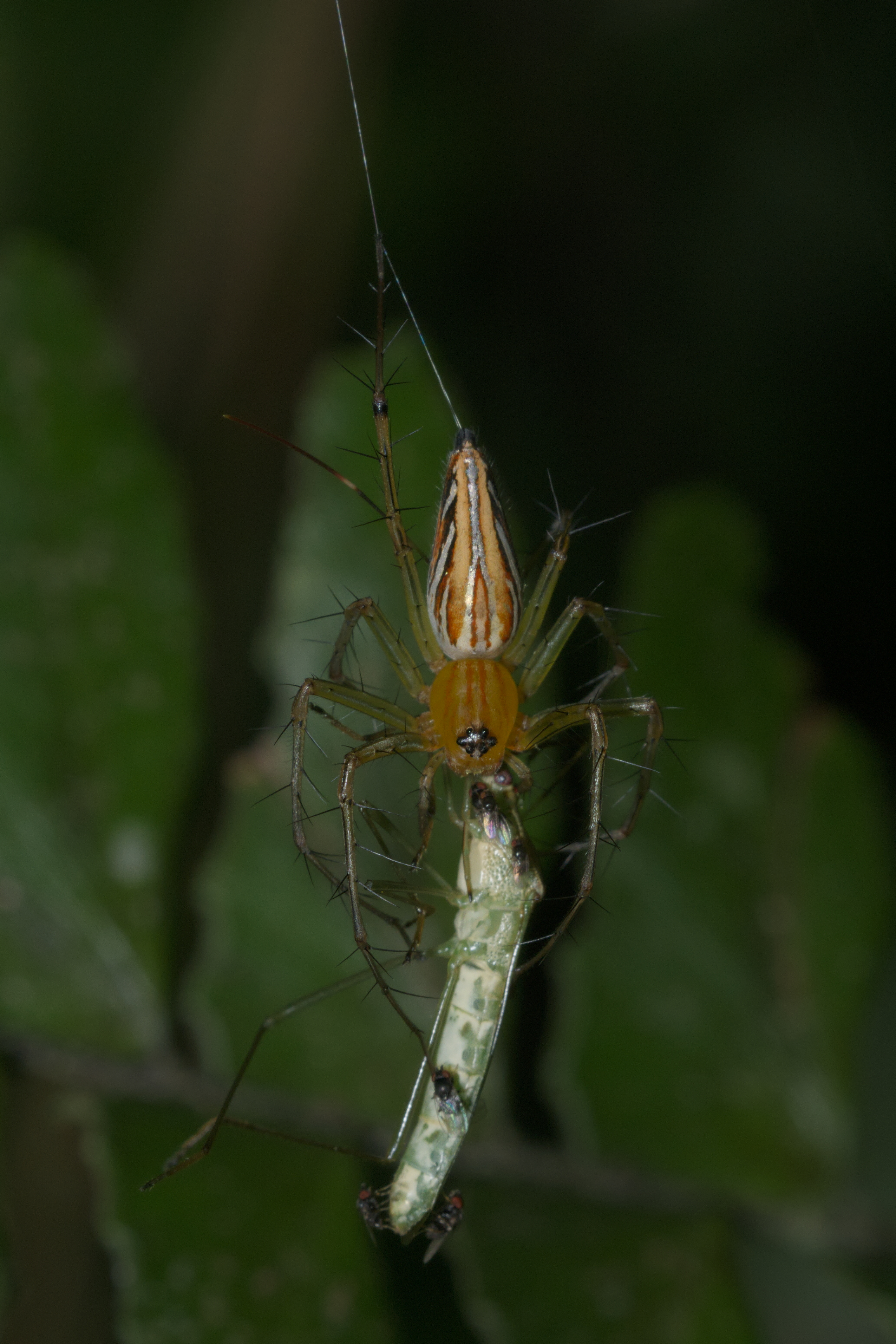
Oxyopes javanus se nourrissant d'un Alydidae (Inde)

Cette araignée chasse à la surface des feuilles vertes des herbes et des buissons. Oxyopes javanus est un prédateur du moustique Helopeltis theivora ravageur du thé (Camellia sinensis) et de la sauterelle Sogatella furcifera ravageur du riz. Elle consomme également des Aphidoidea. Elle peut s'attaquer à d'autres araignées comme Clubiona drassodes ou en être la proie et elle se nourrit de Chrysoperla carnea qui peut dévorer ses œufs.

### Cycle de vie

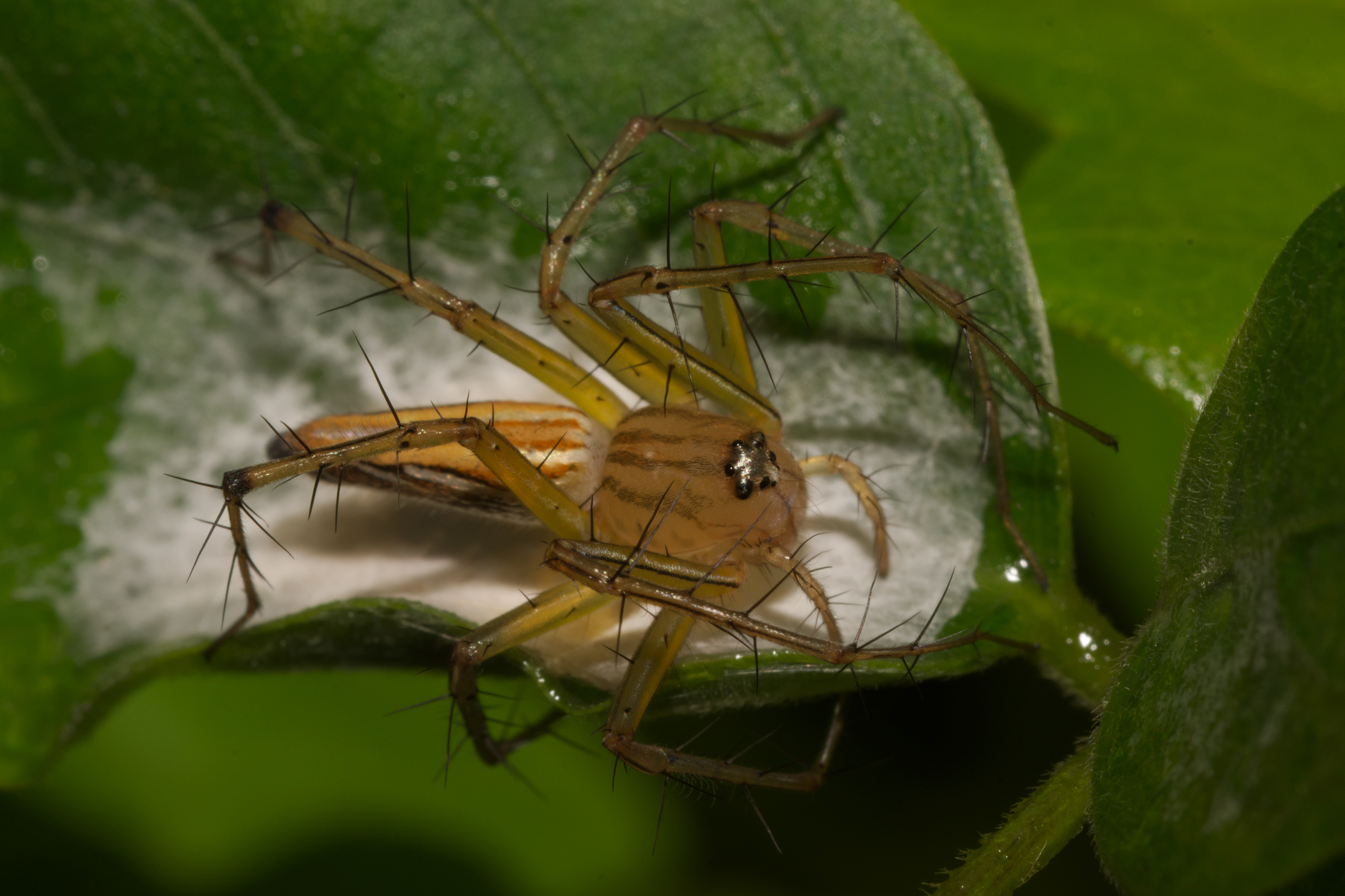
Oxyopes javanus et son cocon (Inde)

La femelle construit un sac où elle garde ses œufs.

## Systématique et taxinomie
Cette espèce a été décrite par Thorell en 1887.
Oxyopes javanus nicobaricus a été placée en synonymie par Nentwig, Blick, Gloor, Jäger et Kropf en 2019.

## Publication originale
- Thorell, 1887 : « Viaggio di L. Fea in Birmania e regioni vicine. II. Primo saggio sui ragni birmani. » Annali del Museo civico di storia naturale di Genova, vol. 25, p. 5-417 (texte intégral).